# Lukkonen
Lukkonen är en ö i Finland. Den ligger i sjön Niinivesi och i kommunen Rautalampi i den ekonomiska regionen  Inre Savolax ekonomiska region  och landskapet Norra Savolax, i den centrala delen av landet, 300 km norr om huvudstaden Helsingfors. Öns största längd är 30 meter i sydöst-nordvästlig riktning.